# Thomas Brunnschweiler
Thomas Brunnschweiler (* 1954) ist ein Schweizer Schriftsteller und Journalist, der freischaffend arbeitet.

## Leben
Brunnschweiler stammt aus dem Kanton Thurgau. Er studierte Germanistik und Theologie in Zürich und promovierte über die Theaterfeindlichkeit im Alten Zürich.
Spezialitäten von ihm sind seine Anagramme und die Thematisierung von Zigarren. Am 26. März 2006 gewann er den 1. Deutschschweizer Anagrammpreis. Er war zehn Jahre Mitglied der Redaktion der Zeitschrift Reformatio und ist Mitglied von Autorinnen und Autoren der Schweiz (AdS) und der Gruppe SIGNAThUR. Er ist auch Mitglied der Anagramm-Agentur aus der Schweiz.
Heute lebt Brunnschweiler in der Nordwestschweiz.

## Werke
- Johann Jakob Breitingers „Bedencken von Comoedien oder Spilen“. Die Theaterfeindlichkeit im Alten Zürich. Lang-Verlag, Bern 1989.
- Huldrych Zwingli, Schriften. Zusammen mit Samuel Lutz. TVZ, Zürich 1995.
- Perpetuum fumabile. Erzählungen. GS-Verlag, Basel 1999.
- Naive Eva in Evian. Anagrammgedichte. Verlag Martin Wallimann, Alpnach 2004.
- Magie, Manier, Manie. Essay. In: Die Welt hinter den Wörtern. Verlag Martin Wallimann, Alpnach 2004.
- Der letzte Traum, Erzählungen. Pano Verlag, Zürich 2006, ISBN 3-907576-80-2.
- Raucherfreuden, Sachbuch. Kontrast Verlag, Zürich 2008.
- Alltagsworte, Anagrammgedichte. Hrsg. Kreativwerkstatt Bürgerspital Basel, Verlag Martin Wallimann, Alpnach 2009.
- Versuch über die Verrasterung der Welt. Essay. In: Kreativwerkstatt Bürgerspital Basel (Hrsg.), Verlag Martin Wallimann, Alpnach 2013.
- Das Jugendtheater. Essay. In: zwanzig jahre neues theater, neues theater 2021
- Die Zwischengängerin. Das abenteuerliche Leben der Susanna Carolina Faesch Roman, Münster Verlag, Zürich 2021
- Hoppala das Huppala, Humoristisches, edition 8, Zürich 2021
- Es braucht lange, bis die Menschen ehrlich sind, Hrsg. (Autorin: Christine Kuhn), Omnino Verlag, Berlin 2023